# Felipponea
Felipponea es un género de caracoles de agua dulce que tienen un opérculo, gastropodos de la familia Ampullariidae, y conocidos popularmente como los caracoles manzana. Se caracterizan por la fortaleza de sus conchas de forma neritiformes similares las de la familia Neritidae, esto como consecuencia de adaptación a su hábitat que suele ser lugar de fuertes corrientes.
Su distribución es neta Sudamericana de la región del río  Paraná y el río de La Plata.

## Especies
El género Felipponea incluye tres especies las cuales son:
- Felipponea elongata (Dall, 1921)
- Felipponea iheringi (Pilsbry, 1933)
- Felipponea neritiformis (Dall, 1919) – especie tipo